# 罗斯伯里别墅

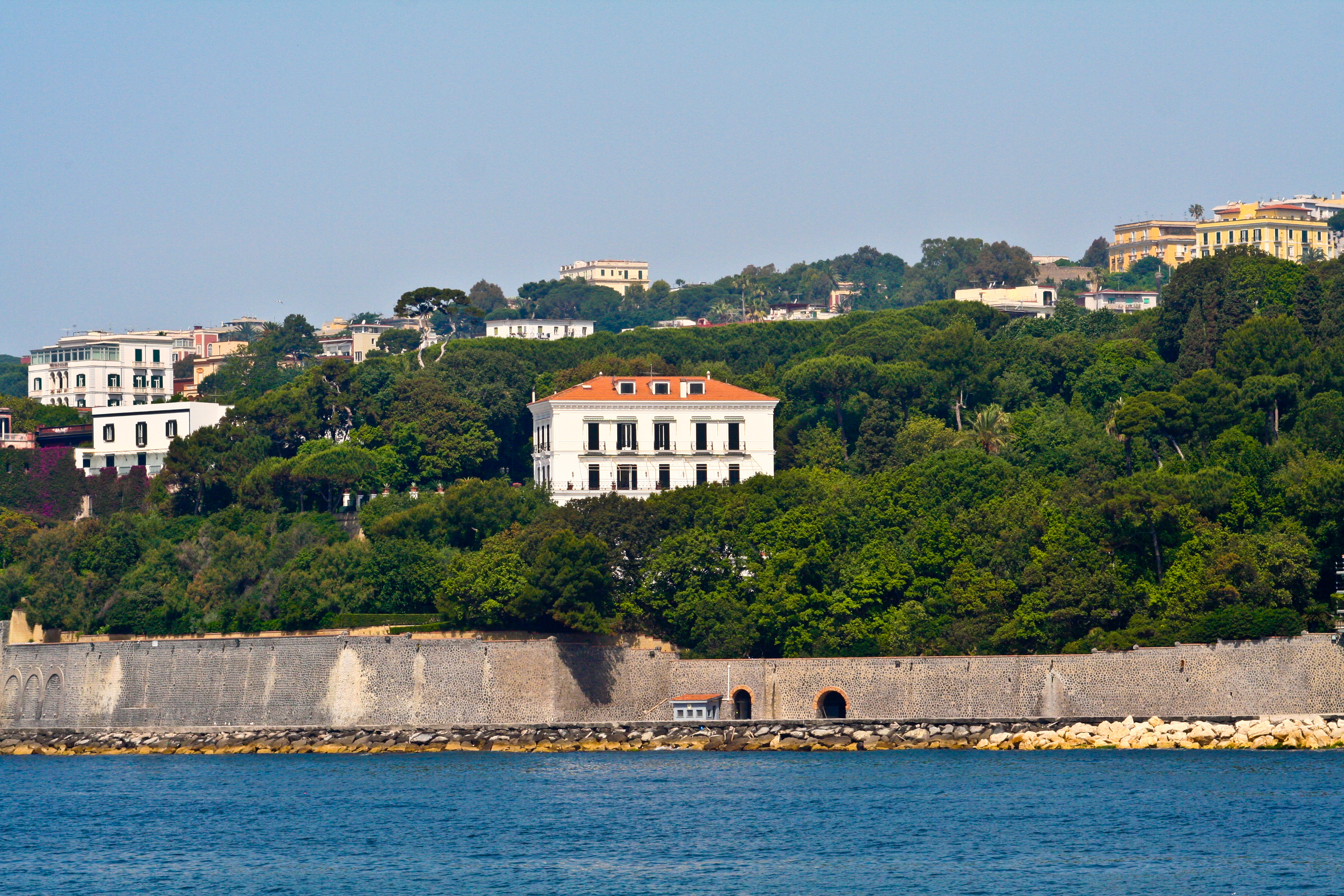
罗斯伯里别墅

罗斯伯里别墅（Villa Rosebery）是意大利总统的三处正式官邸之一（另两处是罗马的奎里纳尔宫和Castelporziano产业），占地面积66,056平方米。
罗斯伯里别墅位于那不勒斯。它得名于其原来的主人英国首相第五代罗斯伯里伯爵阿奇博尔德·普里姆罗斯。罗斯伯里在此招待的客人包括爱德华七世和奥斯卡·王尔德。从1945年至1949年，它是空军学院（Accademia Aeronautica）的财产，此后成为意大利政府官邸。

### 資料
罗斯伯里别墅 是意大利总统的三处正式官邸之一 ，占地面积66,056平方米。
罗斯伯里别墅位于那不勒斯。它得名于其原来的主人英国首相第五代罗斯伯里伯爵阿奇博尔德·普里姆罗斯。罗斯伯里在此招待的客人包括爱德华七世和奥斯卡·王尔德。从1945年至1949年，它是空军学院 的财产，此后成为意大利政府官邸。